# Kosi (Fluss)
Der Kosi oder Koshi (Nepali सप्तकोशी नदी IAST Saptakōśī nadī; Hindi कोसी नदी IAST Kosī nadī) ist der östlichste größere Nebenfluss des Ganges. Er entspringt in den Himalayabergen Nepals und mündet im indischen Bundesstaat Bihar in den Ganges.
Der Fluss entwässert zusammen mit seinen Nebenflüssen bis zu seiner Mündung in den Ganges in Indien bei Kursela östlich von Bhagalpur eine Gesamtfläche von etwa 74.500 km² in Tibet, Nepal und Bihar. Das Gebiet der Wasserscheide liegt in Tibet, noch nördlich der Mount-Everest-Region, die wie das östliche Drittel von Nepal zum Einzugsgebiet gehören. Dieses ist von Bergkämmen umgeben, die es von den Einzugsgebieten des Tsangpo (Brahmaputra) im Norden, des Gandak im Westen, des Mahananda im Osten und des Ganges im Süden trennen.

## Verlauf
Der Fluss bildet sich ca. 48 km nördlich der indisch-nepalesischen Grenze in den Mahabharat-Bergen aus drei Flüssen:
- dem Tamor mit einem Einzugsgebiet von 6.053 km² im Osten Nepals,
- dem Arun mit einem Einzugsgebiet von 33.500 km², zum größten Teil in Tibet,
- dem Sunkoshi (dem Quellfluss) mit einem Einzugsgebiet von 4.285 km² in Nepal und seinen nördlichen Nebenflüssen Dudhkoshi, Likhu Khola, Tamakoshi, Bhotekoshi und Indravati.

Die drei Hauptzuflüsse treffen bei Triveni zusammen, woher auch der Name Saptakosi stammt, was so viel wie „Sieben Flüsse“ bedeutet. Nachdem er durch die 10 km lange Chatraschlucht in südlicher Richtung geflossen ist, wird der Saptakosi durch das Koshi-Sperrwerk auf nepalesischer Seite gestaut, bevor er in die Ganges-Ebene abfließt. Der ebenfalls aus Nepal kommende Bagmati (auch Kareh genannt) ist der wichtigste Nebenfluss des Kosi in Indien. Weitere Zuflüsse in Bihar sind Kamala und Budhigandaki. Bereits auf nepalesischer Seite teilt sich  der Kosi in mehrere Flussarme und bildet einen großen Schwemmfächer (megafan) von etwa 15.000 km² Ausdehnung mit bis zu 12 und mehr Seitenarmen.

## Überschwemmungen, Hochwasser

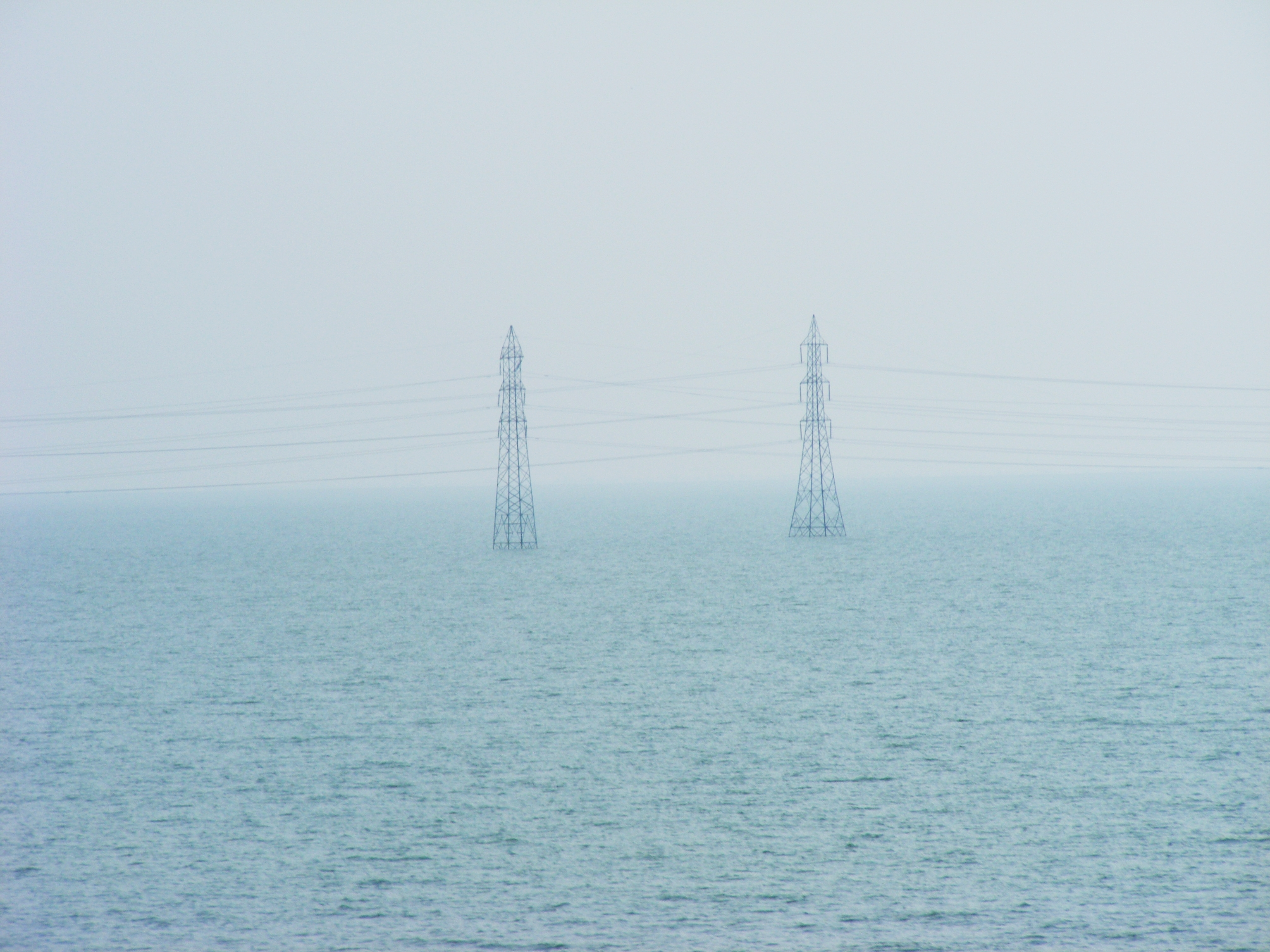
Überschwemmungskatastrophe in Bihar 2008

Die Instabilität des Kosi-Flussverlaufs ist auf den hohen Schlickanteil zurückzuführen, den das Wasser während der sommerlichen Monsun-Saison transportiert. Die Bodenerosion und häufige Erdrutsche im Einzugsgebiet führen dazu, dass der Kosi mit etwa 19 m³ Sedimenteintrag pro Hektar Einzugsgebiet eine der größten Sedimentmengen aller Flüsse weltweit transportiert. Die Zuflüsse des Kosi im Himalaya weisen ein steiles Gefälle von mehreren Metern pro Kilometer auf und fließen durch enge Schluchten, so dass eine hohe Strömungsgeschwindigkeit resultiert. Beim Eintreten des Kosi in die Ganges-Tiefebene verbreitert sich der Fluss und fächert sich auf. Kurz vor der Einmündung in den Ganges beträgt das Gefälle nur noch wenige Zentimeter pro Kilometer. Die Strömungsgeschwindigkeit des Kosi verlangsamt sich dadurch stark, was dazu führt, dass sich das mitgeführte Sediment in großen Mengen ablagert. In Kombination mit dem regelmäßigen Hochwasser während der Monsunzeit kommt es zu Verlagerungen des Flussbettes und Überschwemmungen. Der durchschnittliche Abfluss beträgt 2166 m³/s. Bei Hochwasser kann er auf den 18fachen Wert ansteigen. Der höchste jemals gemessene Abfluss wurde mit 24.200 m³/s am 24. August 1954 registriert. Die Überschwemmungen haben extreme Auswirkungen. Jedes Jahr werden durchschnittlich etwa 21.000 km² überflutet. In den letzten 200 Jahren hat der Fluss seinen Lauf in einem sich über 133 Kilometer von Ost nach West erstreckenden Gebiet geändert. Davon betroffen ist der indische Bundesstaat Bihar, so dass der Kosi auch den Beinamen „der Kummer Bihars“ (the sorrow of Bihar) erhalten hat.
Indien hat nach Bangladesch die zweitgrößte Anzahl von Todesfällen auf der Welt aufgrund von Überschwemmungen. Der Kosi, nach dem Gandak der wichtigste Fluss zur Entwässerung des nördlichen Biharbeckens, bildet eines der am stärksten hochwassergefährdeten Gebiete von Indien.

## Naturschutzgebiet
Das im Jahr 1976 eingerichtete Areal der Koshi Tappu Wildlife Reserve im südöstlichen Nepal verfügt über eine Gesamtfläche von ca. 176 km² und dient hauptsächlich dem Vogelschutz; viele Bauern der Umgebung lassen aber auch ihr Vieh hier grasen.